# Uni-Jolle
Die Uni-Jolle ist eine einfach zu bedienende Zweimann-Jolle mit Trapez und Spinnaker.

## Geschichte

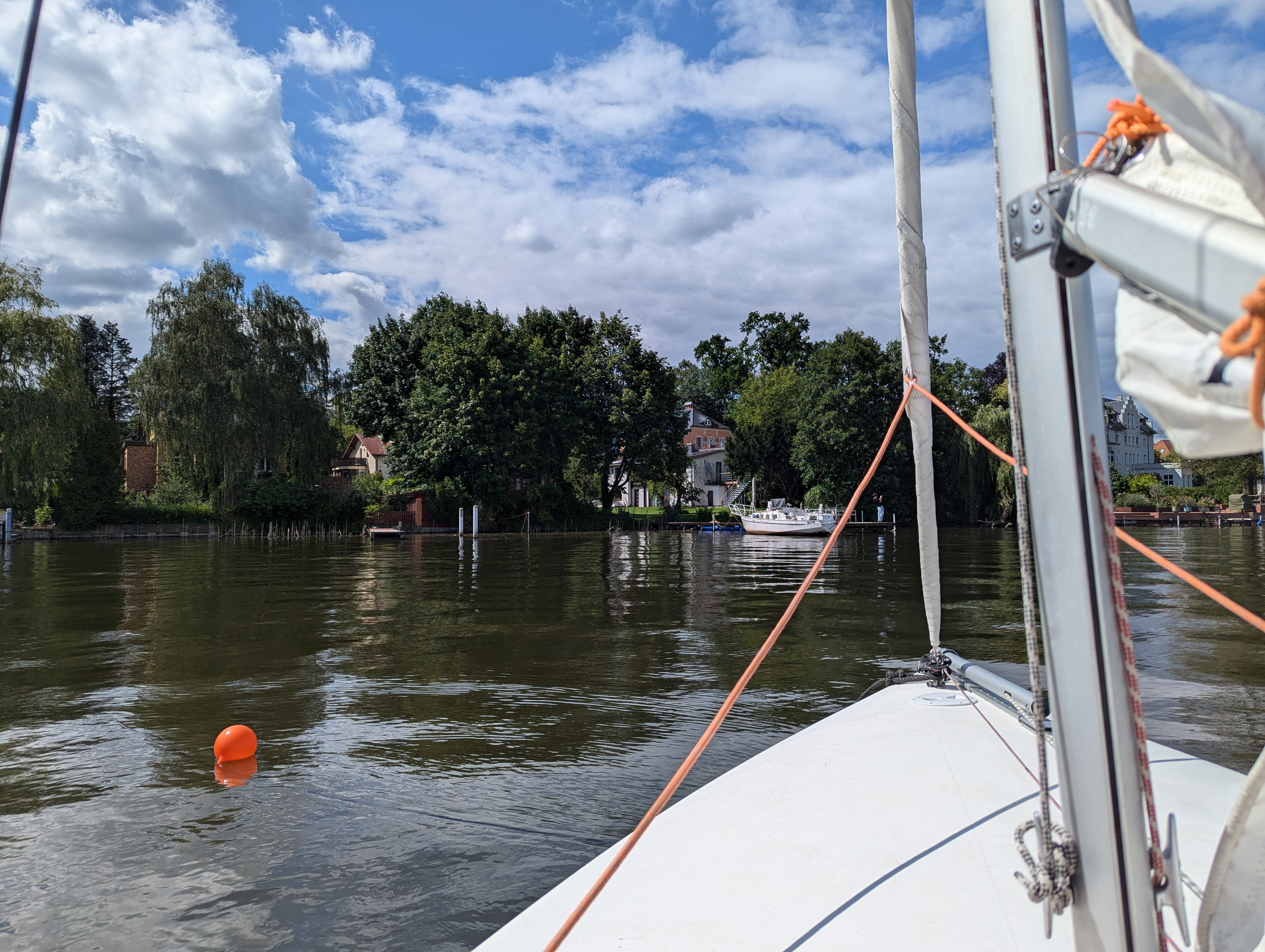
Uni-Jolle vor Anker auf dem Zeuthener See

Die Uni-Jolle wurde in den achtziger Jahren als Schulungs- und Ausbildungsboot von der Werft Meyba Boats in Kiel entworfen und wird seitdem von dieser hergestellt. Sie ist für Anfängersegler, vor allem im universitären Umfeld, konzipiert und wird derzeit unter anderem von der Christian-Albrechts-Universität zu Kiel, der Humboldt-Universität zu Berlin, der Friedrich-Alexander-Universität Erlangen-Nürnberg, der Freien Universität Berlin und der Universität Konstanz verwendet.

## Rumpf
Der Rumpf besteht aus glasfaserverstärktem Kunststoff in Mehrkammerausführung mit wasserdichten Seitentanks und wasserdichtem Vorschiff. In den Seitentanks befinden sich zusätzlich Festauftriebskörper, die die Unsinkbarkeit der Jolle, selbst bei vollgelaufenen Seitentanks, garantieren. Die Rumpfkonstruktion ist ein breiter, eigenstabiler Knickspant.

## Rigg, Takelage, Segel
Der Mast besteht aus Aluminium. Er wird durch Stahlwanten und Vorstag stabilisiert. Eine Trapezvorrichtung für den Vorschoter ist ebenfalls am Mast angebracht. Die Jolle hat neben einem Großsegel und einer Fock zusätzlich einen Spinnaker oder Gennaker. Das Boot ist mit wenigen einfachen Trimmmöglichkeiten ausgestattet und besonders für Anfänger geeignet.

## Segeln
Gut segelbar von 1 bis 6 Bft, darüber noch segelbar von geübten Mannschaften.